# Naqīb Deh
Naqīb Deh (persiska: نقيب ده) är en bondby i Iran.   Den ligger i provinsen Mazandaran, i den norra delen av landet, 180 km öster om huvudstaden Teheran. Naqīb Deh ligger 686 meter över havet och antalet invånare är 113.
Terrängen runt Naqīb Deh är kuperad. Runt Naqīb Deh är det ganska tätbefolkat, med 111 invånare per kvadratkilometer. Närmaste större samhälle är Varakī, 15,5 km sydväst om Naqīb Deh. I omgivningarna runt Naqīb Deh växer i huvudsak blandskog.